# هولند (أوهايو)
هولند، أوهايو

هولند (بالإنجليزية: Holland)‏ هي مدينة أمريكية تقع في ولاية أوهايو. تبلغ مساحة هذه المدينة 2.2 (كم²)،ويبلغ عدد سكانها 1764 نسمة حسب إحصاء سنة 2010 م 1764.تشير إحصاءات سنة 2000م بأن الكثافة السكانية في هذه المدينة تقدر بـ(581.9) نسمة/كم2 

## التركيبة السكانية
قام مكتب تعداد الولايات المتحدة بتحديد بيانات التركيبة السكانية لهولند في تعداد الولايات المتحدة. في ما يلي، التركيبة السكانية حسب تعدادي 2000 و2010.

### تعداد عام 2000
بلغ عدد سكان هولند 1,306 نسمة بحسب تعداد عام 2000، وبلغ عدد الأسر 522 أسرة وعدد العائلات 292 عائلة مقيمة في القرية. في حين سجلت الكثافة السكانية 1,507.1 نسمة لكل ميل مربع (581.9/كم2). وبلغ عدد الوحدات السكنية 553 وحدة بمتوسط كثافة قدره 638.2 نسمة لكل ميل مربع (246.4/كم2).
وتوزع التركيب العرقي للقرية بنسبة 94.64% من البيض و 0.08% من الأمريكيين الأصليين و 2.07% من الأمريكيين ذوي الأصول الآسيوية و 0.08% من سكان جزر المحيط الهادئ و 1.68% من الأمريكيين الأفارقة و 1.07% من عرقين مختلطين أو أكثر.
بلغ عدد الأسر 522 أسرة كانت نسبة 25.7% منها لديها أطفال تحت سن الثامنة عشر تعيش معهم، وبلغت نسبة الأزواج القاطنين مع بعضهم البعض 45.2% من أصل المجموع الكلي للأسر، ونسبة 7.1% من الأسر كان لديها معيلات من الإناث دون وجود شريك، وكانت نسبة 43.9% من غير العائلات. تألفت نسبة 40.0% من أصل جميع الأسر من أفراد ونسبة 26.4% كانوا يعيش معهم شخص وحيد يبلغ من العمر 65 عاماً فما فوق. وبلغ متوسط حجم الأسرة المعيشية 3.06، أما متوسط حجم العائلات فبلغ 2.23.
بلغ العمر الوسطي للسكان 42 عاماً. وكانت نسبة 22.4% من القاطنين تحت سن الثامنة عشر، وكانت نسبة 5.9% بين الثامنة عشر والأربعة وعشرون عاماً، ونسبة 24.7% كانت واقعةً في الفئة العمرية ما بين الخامسة والعشرون حتى والأربعة وأربعون عاماً، ونسبة 17.0% كانت ما بين الخامسة والأربعون حتى الرابعة والستون، ونسبة 29.9% كانت ضمن فئة الخامسة والستون عاماً فما فوق. يوجد لكل 100 أنثى 82.1 ذكر، ويوجد لكل 100 أنثى في الثامنة عشر من عمرها فما فوق 75.0 ذكر.
بلغ متوسط دخل الأسرة في القرية 33,669 دولار، أما متوسط دخل العائلة فبلغ 45,500 دولار. وكان متوسط دخل الذكور 35,938 دولار مقابل 25,795 دولار للإناث. وسجل دخل الفرد الخاص بالقرية 18,196 دولار. وكانت نسبة 3.1% من العائلات ونسبة 7.9% من السكان تحت خط الفقر، وكان من هؤلاء نسبة 9.4% تحت سن الثامنة عشر ونسبة 10.1% في الخامسة والستين من العمر وما فوق.

### تعداد عام 2010
بلغ عدد سكان هولند 1,764 نسمة بحسب تعداد عام 2010، وبلغ عدد الأسر 749 أسرة وعدد العائلات 430 عائلة مقيمة في القرية. في حين سجلت الكثافة السكانية 1,781.8 نسمة لكل ميل مربع (688.0/كم2). وبلغ عدد الوحدات السكنية 782 وحدة بمتوسط كثافة قدره 789.9 لكل ميل مربع (305.0/كم2).
وتوزع التركيب العرقي للقرية بنسبة 84.1% من البيض و 0.3% من الأمريكيين الأصليين و 2.9% من الأمريكيين ذوي الأصول الآسيوية و 10.4% من الأمريكيين الأفارقة و 1.2% من عرقين مختلطين أو أكثر.
بلغ عدد الأسر 749 أسرة كانت نسبة 26.8% منها لديها أطفال تحت سن الثامنة عشر تعيش معهم، وبلغت نسبة الأزواج القاطنين مع بعضهم البعض 44.3% من أصل المجموع الكلي للأسر، ونسبة 8.5% من الأسر كان لديها معيلات من الإناث دون وجود شريك، بينما كانت نسبة 4.5% من الأسر لديها معيلون من الذكور دون وجود شريكة وكانت نسبة 42.6% من غير العائلات. تألفت نسبة 37.0% من أصل جميع الأسر من أفراد ونسبة 21.4% كانوا يعيش معهم شخص وحيد يبلغ من العمر 65 عاماً فما فوق. وبلغ متوسط حجم الأسرة المعيشية 2.96، أما متوسط حجم العائلات فبلغ 2.23.
بلغ العمر الوسطي للسكان 45.2 عاماً. وكانت نسبة 21% من القاطنين تحت سن الثامنة عشر، وكانت نسبة 7.1% بين الثامنة عشر والأربعة وعشرون عاماً، ونسبة 21.5% كانت واقعةً في الفئة العمرية ما بين الخامسة والعشرون حتى والأربعة وأربعون عاماً، ونسبة 27.5% كانت ما بين الخامسة والأربعون حتى الرابعة والستون، ونسبة 23% كانت ضمن فئة الخامسة والستون عاماً فما فوق. وتوزع التركيب الجنسي للسكان بنسبة 45.9% ذكور و54.1% إناث.